# Orthobula yaginumai
Espèce
Orthobula yaginumai est une espèce d'araignées aranéomorphes de la famille des Trachelidae.

## Distribution
Cette espèce est endémique de Chine.

## Publication originale
- Platnick, 1977 : On East Asian Orthobula (Araneae, Clubionidae). Acta Arachnologica, vol. 27, p. 43-47.